# Central-Theater (Berlin)

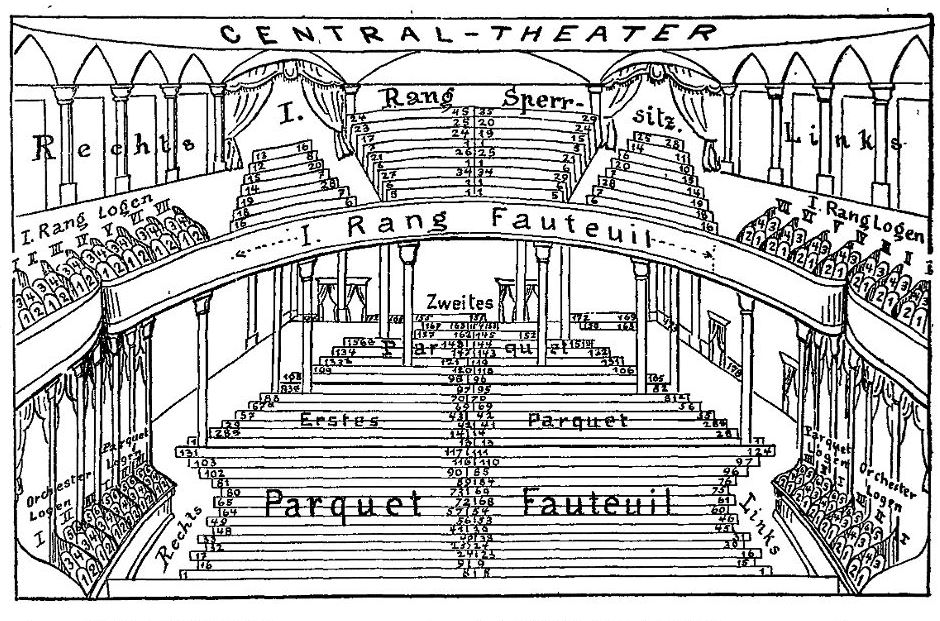
Central-Theater, Bestuhlung 1894

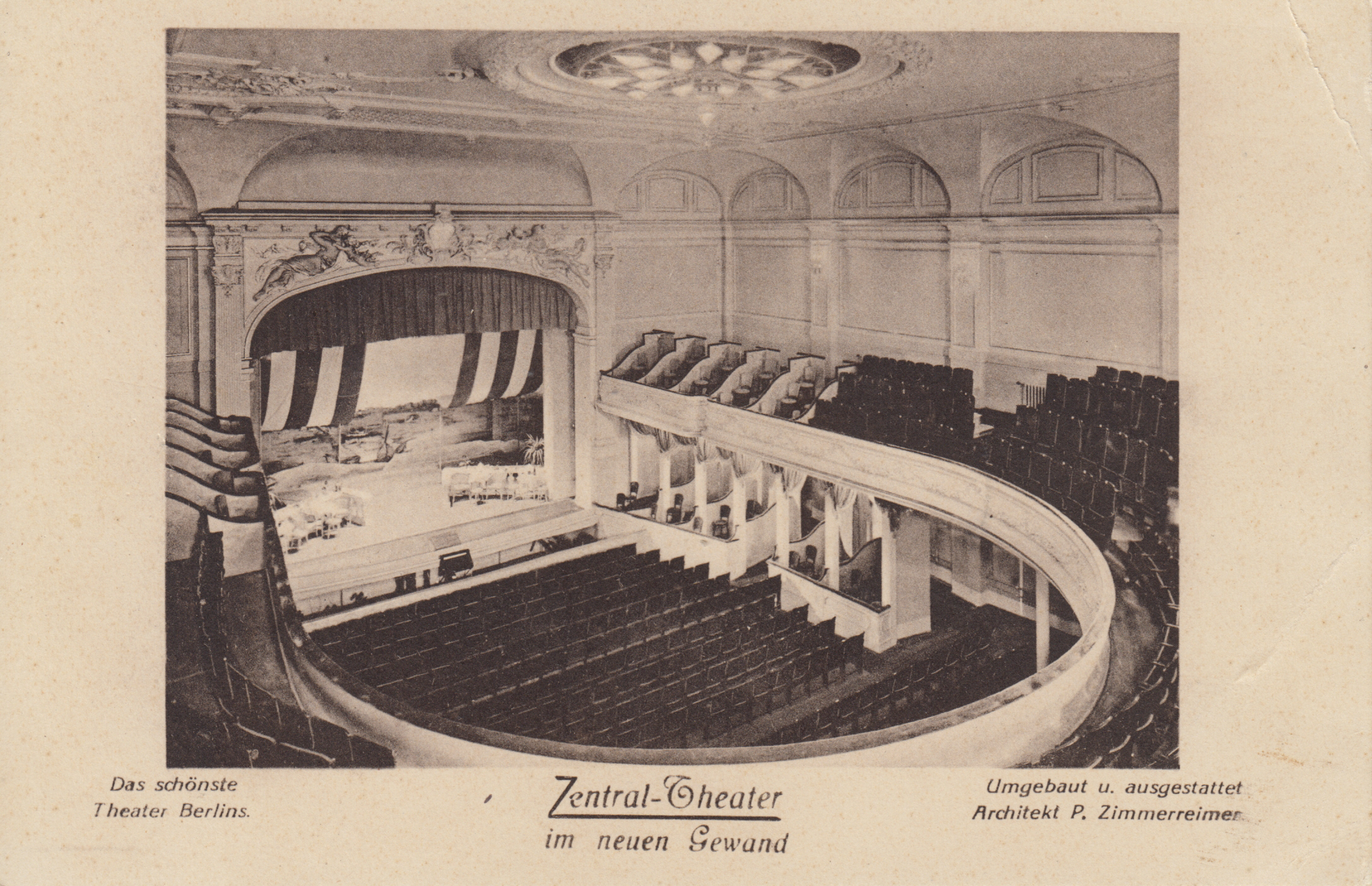
Zentral-Theater, um 1927

Das Berliner Central-Theater (auch in den Schreibweisen Zentraltheater und Zentral-Theater) war ein Privattheater im damaligen Berliner Stadtteil Luisenstadt, das mit Unterbrechungen von 1880 bis 1933 unter diesem Namen bestand. Es befand sich in einem 1865 erbauten Saal in der Alten Jakobstraße 30–32 am heutigen Waldeckpark und hatte etwa 1000 Sitzplätze. Das Gebäude wurde im Zweiten Weltkrieg zerstört.
Das Theater war die Nachfolgebühne des Reunion-Theaters sowie des Henne-Theaters. Zeitweilig firmierte die Bühne auch unter den Namen Thomas-Theater (1890–1892), Eden-Theater (1919/1920), Theater in der Alten Jakobstraße (1920) und Winterberg-Theater (Dezember 1926).

## Geschichte

### 1869–1880:Reunion-TheaterundHenne-Theater
Aufgrund der seit 1869 im Deutschen Bund geltenden neuen Theaterfreiheit beschloss auch der Gastronom Friedrich Bente die Gründung eines Theaters. Bente besaß das seit etwa 1850 auf dem Hintergelände des Grundstücks in der Alten Jakobstraße 32 gelegene Ball- und Tanzlokal Orpheum, das um 1865 auf dem dazu erworbenen Grundstück Alte Jakobstraße 30 durch einen zweiten Tanzsaal mit Glasdach erweitert worden war. Dort eröffnete er am 30. Oktober 1869 das Theater im Glassalon. 1870 wurde die Bühne Reunion-Theater genannt. Gespielt wurden Tanzstücke, Opernakte, Possen und Klassiker. 1875 wurde ein Café-chantant eingerichtet. Das Theater war dennoch nicht sonderlich erfolgreich. Deshalb übernahm der Schauspieler Wilhelm Henne († 1883) vom Belle-Alliance-Theater 1879 die Leitung des Hauses und nannte es Henne-Theater. Hennes Vorstellung nach sollte die Bühne ein seriöses Schauspielhaus werden. Er scheiterte aber bereits nach einem Jahr.

### 1880–1898:Central-TheaterundThomas-Theater

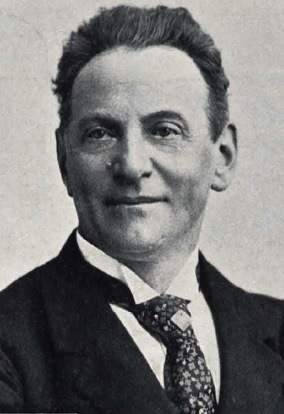
Emil Thomas, 1899

Im Jahr 1880 übernahm der bisherige Leiter des Luisenstädtischen Theaters Adolf Ernst das Haus und benannte es in Central-Theater um. Man spielte recht erfolgreich Volksstücke, Possen und Parodien. Während Ernst 1883 in Paris und London Ausstattungstheater besuchte, war der Bühnenautor und Schauspieler Heinrich Wilken für ein Jahr Direktor des Hauses. Danach übernahm Ernst wieder die Leitung und spielte nun auch Ausstattungsstücke. Star des Ensembles war ab Oktober 1883 der Komiker Guido Thielscher.
Im Jahr 1887 – Besitzer von Haus und Grundstück waren mittlerweile die Gebrüder Burchardt – übernahm der Schauspieler Emil Thomas das Central-Theater. Thomas kümmert sich selbst aber nicht durchgängig um das Haus, sondern trat 1887 zunächst einmal eine Amerika-Tournee an. 1890 wurde das Haus aus baupolizeilichen Gründen geschlossen. Thomas kaufte das Gebäude und eröffnet das Haus nach Neubau im September 1890 wieder als Thomas-Theater. Zum Thomas-Ensemble in diesen Jahren gehörte unter anderem Josefine Dora. Das Theater hielt sich aber nur mühsam über Wasser. Thomas ging 1892 und 1893 wieder auf Tournee nach Amerika. Die Bühne hatte er an den theaterbegeisterten Zahnarzt Carl Mallachow und den Regisseur des Stadttheater Breslau Hermann Schaumberg übergeben. Die eröffneten das Theater am 1. April 1893 neu. Aber bereits im Juli 1893 war das Unternehmen gescheitert. Das Haus wurde auf Druck der Gebrüder Burchardt versteigert und von ihnen für etwas mehr als 25 Prozent des ursprünglichen Verkaufspreises zurückgekauft.
Die Bühne wurde 1893 von Richard Schultz gepachtet. Mit einer Reihe von leichtgewichtigen Ausstattungsstücken wurde unter Schultz das erneut in Central-Theater benannte Haus bis 1898 „wieder zum gefragten und florierenden Unterhaltungstheater“. In den 1890er Jahren brachte er in der Revue Eine wilde Sache echte Araber „nebst Eseln und Kamelen“ auf die Bühne. Aber auch Sozialaristokraten, ein Drama von Arno Holz, hatte unter Holz’ Regie als selbstfinanzierte Produktion am 15. Juni 1897 dort seine Uraufführung. Max Reinhardt spielte dabei die Rolle des Bellermann. 1898 gab Schultz die Leitung des Theaters auf, übernahm stattdessen das bisherige Theater unter den Linden, benannte es in Metropol-Theater um und präsentierte dort weiterhin erfolgreich große Revuen.

### 1898–1907:Central-Theaterunter José Ferenczy

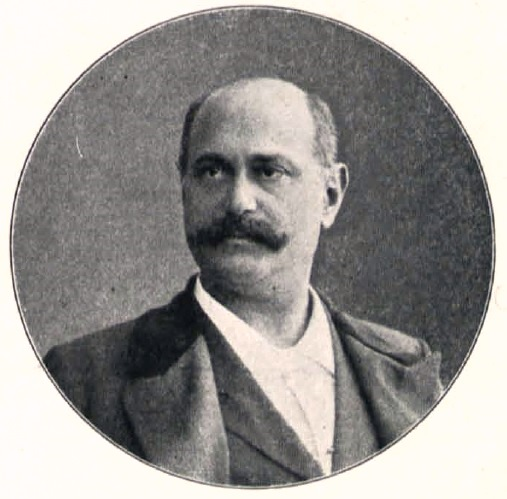
José Ferenczy, 1898

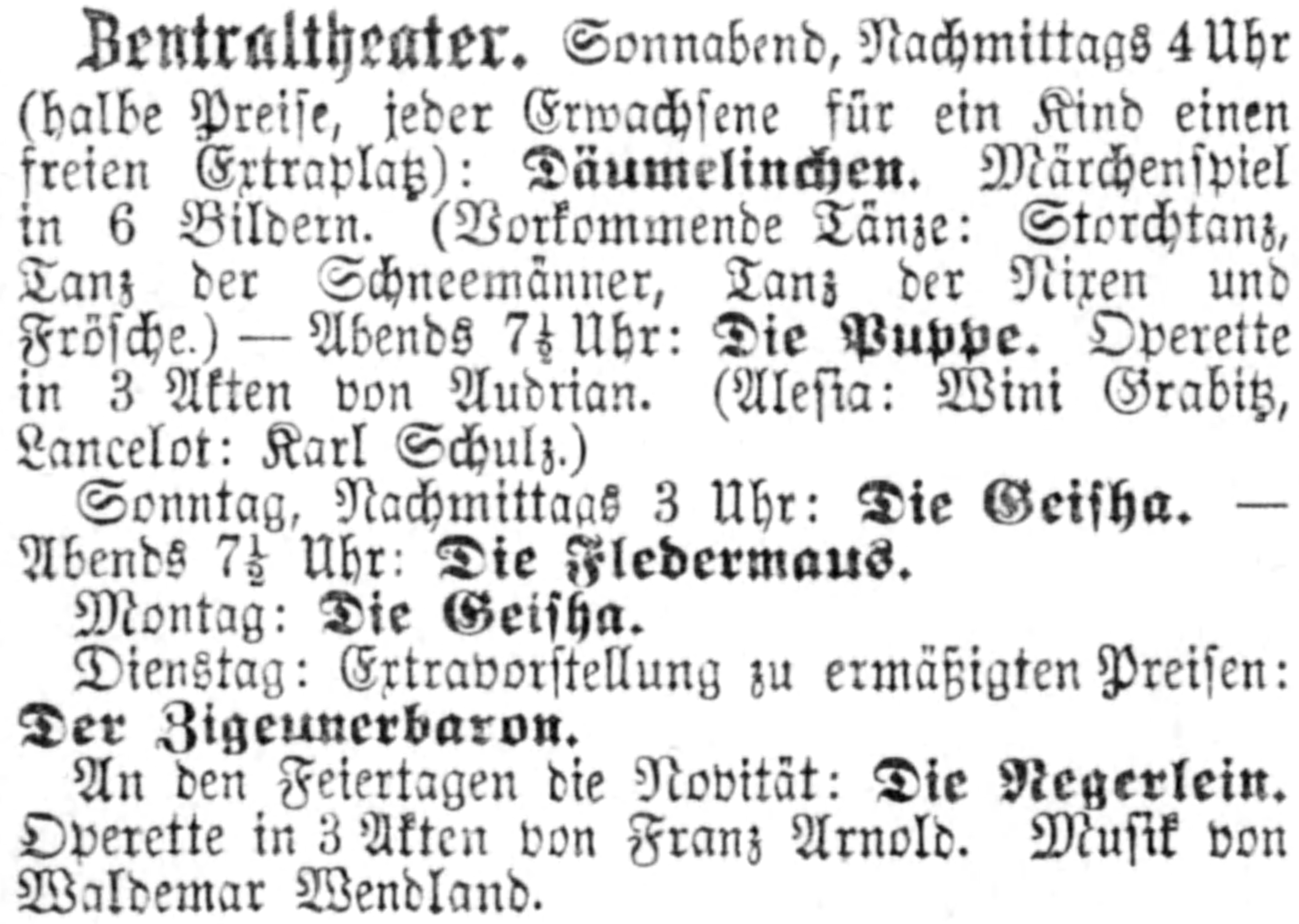
Spielplan Dezember 1904

Am 14. August 1898 wurde das Theater von José Ferenczy als Operettenhaus eröffnet. Ferenczy blieb bis 1900 zugleich Direktor des Carl-Schultze-Theaters in Hamburg. 1903 war er außerdem zugleich Direktor der Ensemblegastspiele des Theater des Westens und des Lessingtheaters. Zum Ensemble des Central-Theaters gehörten in diesen Jahren unter anderem Emil Albes, Hermann Litt, Heinrich Peer, Helene Voß und die Kapellmeister Curt Goldmann und Leo Fall. Der Operettenspezialist Ferenczy war zunächst äußerst erfolgreich, geriet aber nach der Jahrhundertwende in Geldschwierigkeiten. Mitte Oktober 1907 stellte er seine Zahlungen ein und trat als Direktor zurück. Der Neue Theater-Almanach beschrieb 1909 rückblickend Ferenczys Arbeit so:

„Ferenczy stand damals auf der Höhe seines Erfolges. Nie war es vor ihm in Deutschland einem Bühnenleiter gelungen, ein Stück 1000 Wiederholungen entgegenzuführen […] Aber der Riesenerfolg […] wurde ihm zum Verhängnis. Wohl war seine Bühne wie eine Reihe seiner Darsteller zu größter Popularität gelangt; aber in dem tödlichen Einerlei der jahrelangen Wiederholungen sank das künstlerische Niveau seines Hauses zunehmend tiefer und tiefer. Dazu kamen finanzielle Schwierigkeiten […] Seine Novitäten wie seine Neueinstudierungen erwiesen sich als Nieten, und so war der Zusammenbruch seiner Direktion, der 1907 erfolgte, längst vorauszusehen und unvermeidlich.“

Unter Leitung des Schauspielers und Regisseurs Julius Sachs spielte das Ensemble ab Oktober 1907 kurze Zeit „auf Einnahmenteilung“ weiter. Ab Mitte November 1907 gastierte das Ensemble des Hebbel-Theaters im Haus. Am 20. April 1908 wurde das in die Jahre gekommene Theater endgültig geschlossen. Ferenczy starb wenige Monate später am 27. Juli 1908 in Buenos Aires.

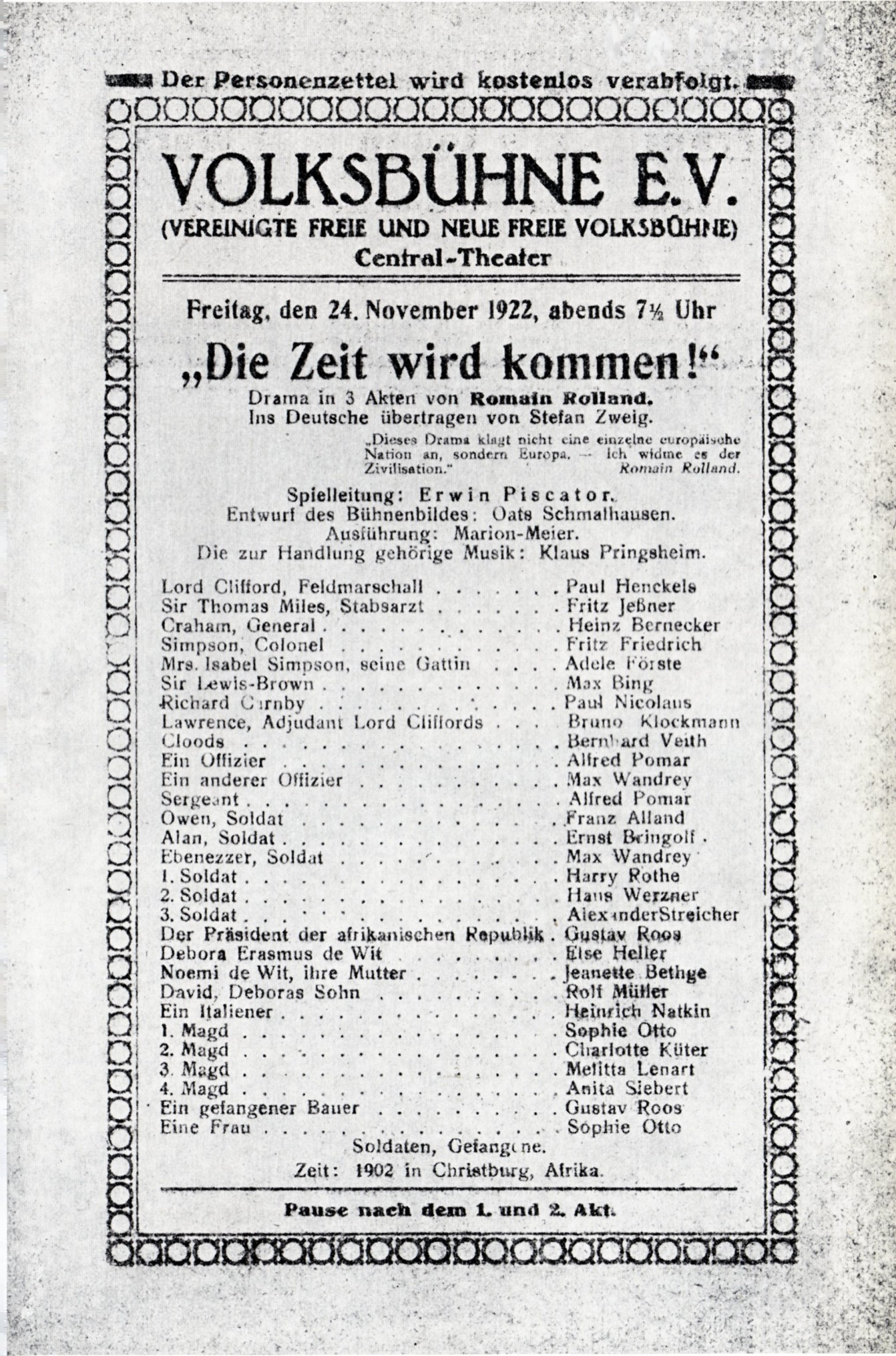
Programmzettel Central-Theater, 17. November 1922

### Das Theater ab 1908
Von 1908 bis 1918 wurde das Theater in der Alten Jakobstraße nicht fest bespielt. Den Namen Central-Theater (bzw. Zentral-Theater) führte irritierenderweise von 1917 bis 1919 das frühere Gebrüder-Herrnfeld-Theater in der Luisenstädter Kommandantenstraße 57. Direktor dort war zunächst Emil Berisch, dann Walter Kollo.
Das Haus in der Alten Jakobstraße wurde 1919 umgebaut und als Eden-Theater am 1. Oktober 1919 eröffnet. Geleitet wurde das Theater von Victor Hollaender, Oberspielleiter war Martin Zickel, bis 1912 Direktor des Berliner Lustspielhauses. Gaststar des Ensembles war der Sänger und Schauspieler Josef Josephi. Vom 1. April 1920 an hieß das Haus kurzzeitig Theater in der Alten Jakobstraße. Ab dem 1. August 1920 führte es wieder den Namen Central-Theater mit Martin Zickel als Direktor.
Erwin Piscator übernahm 1922–1923 zusammen mit dem Dramatiker Hans José Rehfisch die Leitung des Theaters. Piscator wandte sich mit seinen gezielt werktreuen naturalistischen Inszenierungen (Gorki, Tolstoi, Rolland) nicht nur an den Besucherstamm seines ehemaligen Proletarischen Theaters und die Besucherorganisation Freie Volksbühne Berlin, sondern auch gezielt an kleinbürgerliche Besucherschichten. Das Konzept ging aber finanziell nicht auf. Das Theater ging in den Besitz der Theaterunternehmer Alfred und Fritz Rotter (Rotter-Bühnen) über.
Im Theater-Verzeichnis des Berliner Adreßbuchs wurde das Haus bis 1928 als Central-Theater sowie 1931 und 1933 als Zentral-Theater aufgeführt. Einer anderen Darstellung nach wurde im Oktober 1927 aus dem Theater ein Kino, der Zentral-Kino-Palast, dann um 1935 die Atlas-Lichtspiele. Ab 1938 nutzte die Deutsche Grammophon den Saal für Schallplattenaufnahmen. Das Gebäude wurde 1945 zerstört, die Reste 1952 gesprengt.